# Termodynamika techniczna
Termodynamika techniczna – dziedzina termodynamiki dotyczące jej zastosowań w technice. Analizuje zjawiska zachodzące w urządzeniach cieplnych, urządzeniach przetwarzających ciepło w energię elektryczną oraz w maszynach w celu optymalizacji wytwarzania i przetwarzania energii.